# Caerimonia
Caeremonia (o caeimonia) es un término en latín, del que deriva la española "ceremonia". Su etimología es oscura y caeremonia es encontrada por primera vez en la literatura e inscripciones de la época de Cicerón (mediados del siglo I a. C.), aunque probablemente su antigüedad sea mucho mayor. Su significado varió con el tiempo. Cicerón usó caerimonia al menos 40 veces, en tres o cuatro sentidos diferentes: "inviolabilidad" o "santidad", que Tácito también utilizaba; punctilious veneration, junto a cura ("cuidado", "cometido") y más comúnmente con su plural caerimoniae, en el sentido de "prescripciones rituales" o "actos rituales". La forma plural está respaldada por los gramáticos romanos.
El erudito clásico Hendrik Wagenvoort sostenía que las caerimoniae fueron originalmente las instrucciones rituales secretas establecidas por Numa, que eran descritas como statae et sollemnes ("establecidas y solemnes". Fueron interpretadas y supervisadas por el Colegio de los  Pontífices, flámines, rex sacrorum y vestales. Más tarde, las caerimoniae podrían referirse también a otros rituales, incluidos cultos extranjeros. Estos ritos prescritos "unían al sujeto interno con el objeto religioso externo", vinculando la realeza humana con la divina. 
Para el historiador Valerio Maximo, las caerimoniae requieren que quienes las realicen alcancen un particular estado mental-espiritual (animus, "intención, corazón"), y enfatiza la importancia de las caerimoniae en la dedicación y primera sentencia de su trabajo. En la versión de Valerio del asedio galo de Roma, las vestales y el Flamen Quirinalis rescataron los objetos sagrados (sacra) de Roma llevándolos a Caere, una de las ciudades más importantes de Etruria, para preservarlos, con lo que los ritos tomaron su nombre del lugar.

"Sacra caerimoniae uocari quia Caeretani ea... coluerunt"
Valerio Máximo, 1.1.10

Aunque esta etimología establece una conexión narrativa significativa para Valerio, es poco probable que sea correcta en términos de lingüística científica moderna. También ha sido propuesto un origen etrusco. Wagenvoort pensaba que la caerimonia derivaba de caerus, "oscura" en el sentido de "oculta", de ahí que significase "oscuridad, secretos".
Isidoro de Sevilla en sus Etymologiae escribe que el equivalente griego es orgia, pero deriva la palabra de carendo, "carencia, falta de" y que se piensa que las caerimoniae serían usadas para las prácticas judías, específicamente para la ley dietética que requiere abstenerse o deben "faltar" ciertos alimentos.